# 18 de agosto nos Jogos Olímpicos de Verão de 2016
18 de agosto de 2016 nos Jogos Olímpicos de Verão de 2016 será o décimo sexto dia de competições.

## Esportes
| - Atletismo - Badminton - Basquetebol - Boxe - Canoagem - Ciclismo - Golfe | - Handebol - Hóquei sobre a grama - Lutas - Nado sincronizado - Pentatlo moderno - Polo aquático | - Saltos ornamentais - Taekwondo - Triatlo - Vela - Voleibol - Voleibol de praia |